# Střela (přírodní rezervace)
Střela je přírodní rezervace jižně od Rabštejna nad Střelou v okrese Plzeň-sever. Oblast spravuje Agentura ochrany přírody a krajiny ČR. Důvodem ochrany je zachování části kaňonovitého údolí řeky Střely s význačnou geomorfologickou stavbou a přirozenými teplomilnými porosty.

## Umístění
Přírodní rezervace Střela se nachází jižně od Rabštejna nad Střelou. Rezervace se rozkládá v údolí a na svazích řeky Střely, přibližně od kamenného mostu v Rabštejně až po Kozičkův mlýn. Rezervace se nachází v nadmořské výšce od 380 do 528 metrů. Na území o rozloze asi 314 ha je chráněná teplomilná vegetace a rostlinstvo submontánního typu.

## Fauna a flóra
Nejvýznamnějším rostlinným společenstvem je skalní vegetace, z druhů např. kostřava sivá (Festuca pallens), rozchodník bílý (Sedum album), bělozářka liliovitá (Anthericum liliago) nebo tolita lékařská (Vincetoxicum hirundinaria). Z dalších rostlin je zde například bažanka vytrvalá (Mercurialis perennis), samorostlík klasnatý (Actaea spicata), zimolez obecný (Lonicera xylosteum), kručinka barvířská (Genista tinctoria) nebo oměj pestrý (Aconitum variegatum).
Z živočichů se v chráněném území vyskytuje například stepník rudý (Eresus kollari), zmije obecná (Vipera berus), mlok skvrnitý (Salamandra salamandra), vydra říční (Lutra lutra), rak kamenáč (Austropotamobius torrentiuma) ledňáček říční (Alcedo atthis).

## Galerie

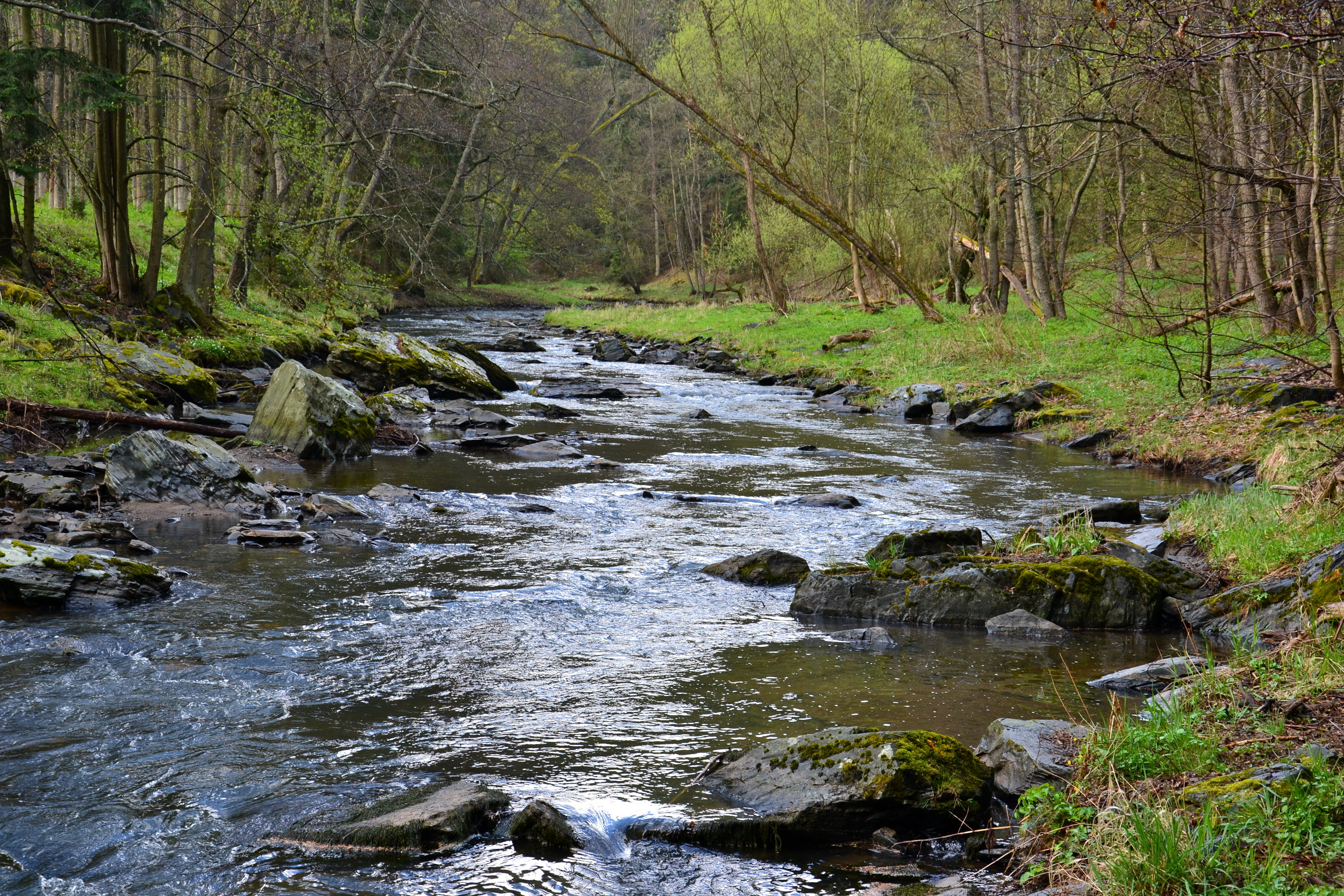
Údolí Střely mezi Horovým mlýnem bývalým železným hamrem
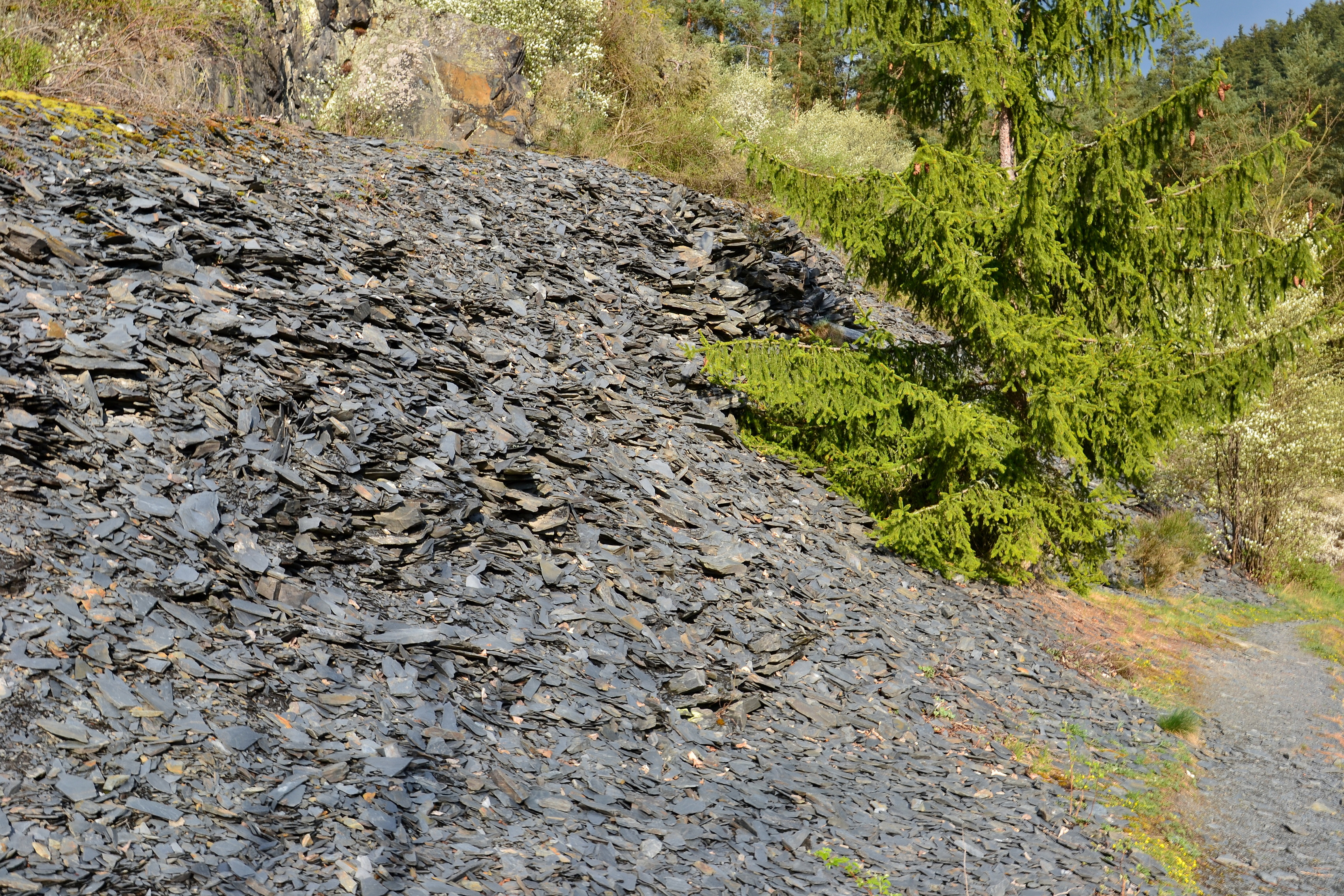
Břidlicová drť v bývalých lomech na jižním okraji Rabštejna nad Střelou
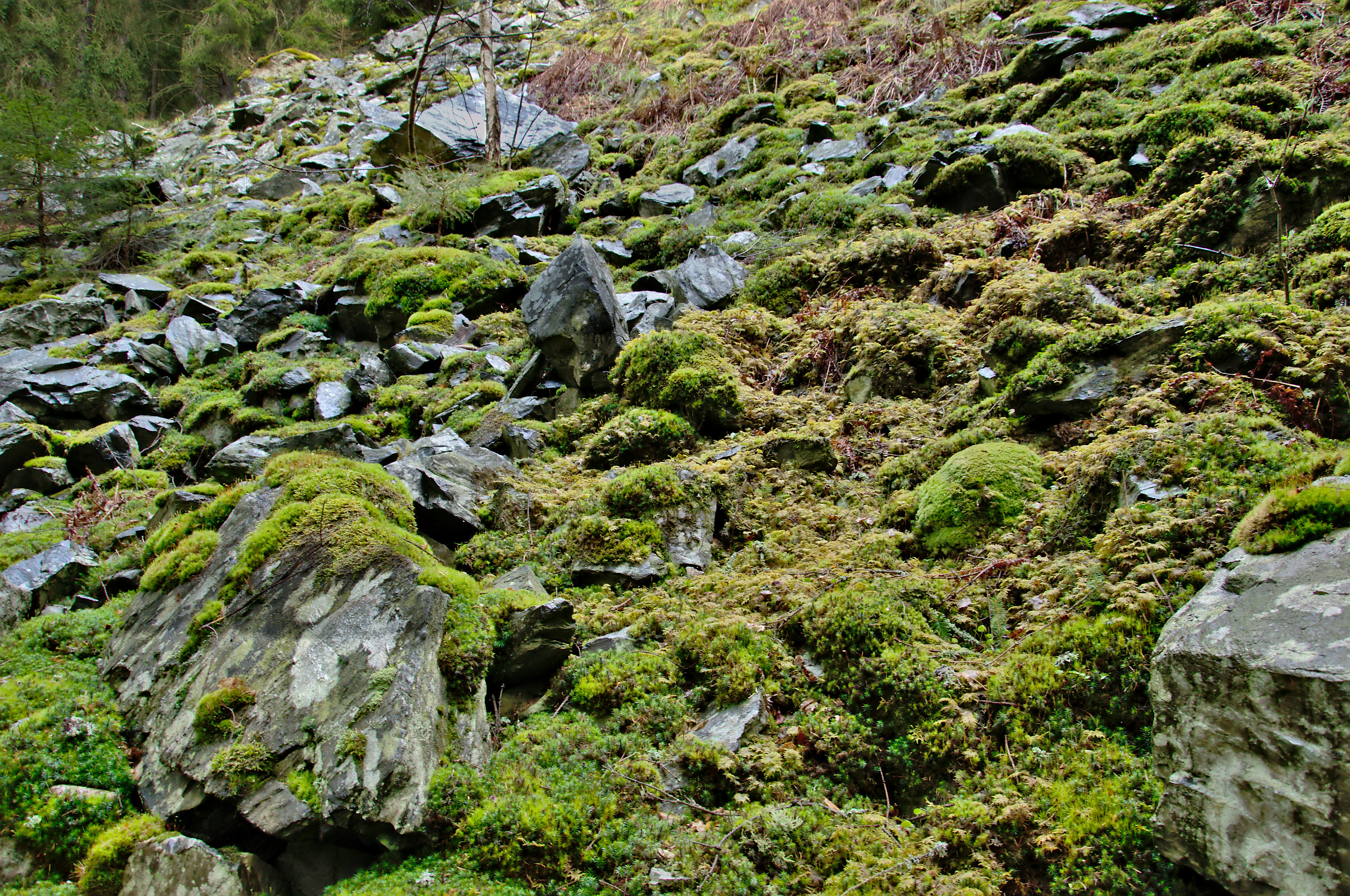
Kamenné moře u železného hamru